# Augusto Plasencia

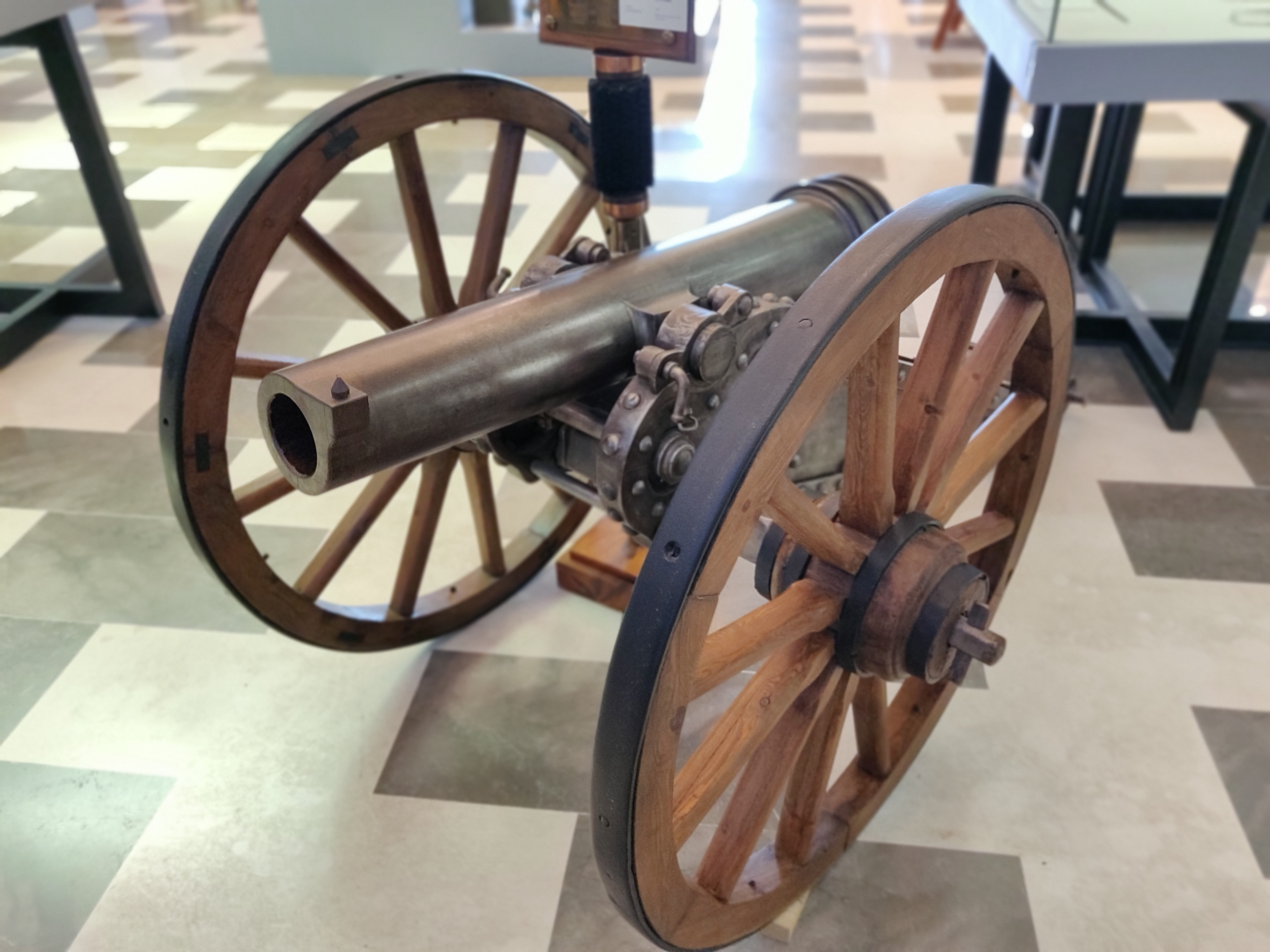
Cañón Plasencia expuesto en el Museo de Historia Militar de Sevilla

Augusto Plasencia y Farina (San Fernando (Cádiz), 24 de diciembre de 1837 - Sevilla, 1903) fue un militar y político español que alcanzó el grado de coronel del arma de artillería, diseñó varias mejoras aplicables a diferentes modelos de armas y un cañón de bronce con importantes novedades técnicas que en su honor se denominó Cañón Plasencia y se fabricó en serie en la Real Fábrica de Artillería de Sevilla. En reconocimiento a sus méritos la Reina Regente María Cristina de Habsburgo-Lorena le concedió en 1887 el título de Conde de Santa Bárbara. Tras dejar el servicio activo en el ejército, se dedicó a la política y fue alcalde de Sevilla en 1890. En marzo de 1902 fue elegido senador por la provincia de Sevilla, aunque tomó posesión y realizó el juramento correspondiente renunció al cargo el 30 de junio del mismo año.

## Familia
Se casó con Jacinta de Santa Cruz y García de Leániz, nacida en Logroño, prima del General Espartero, con quien tuvo dos hijos: Augusto y Jacinta Plasencia y Santa Cruz.